# Anoeme nigrita
Anoeme nigrita är en skalbaggsart som först beskrevs av Louis Alexandre Auguste Chevrolat 1855.  Anoeme nigrita ingår i släktet Anoeme och familjen långhorningar.
Artens utbredningsområde är:
- Angola.
- Gabon.
- Ghana.
- Nigeria.
- Rwanda.
- Zimbabwe.

Inga underarter finns listade i Catalogue of Life.